# Konfederacja państw

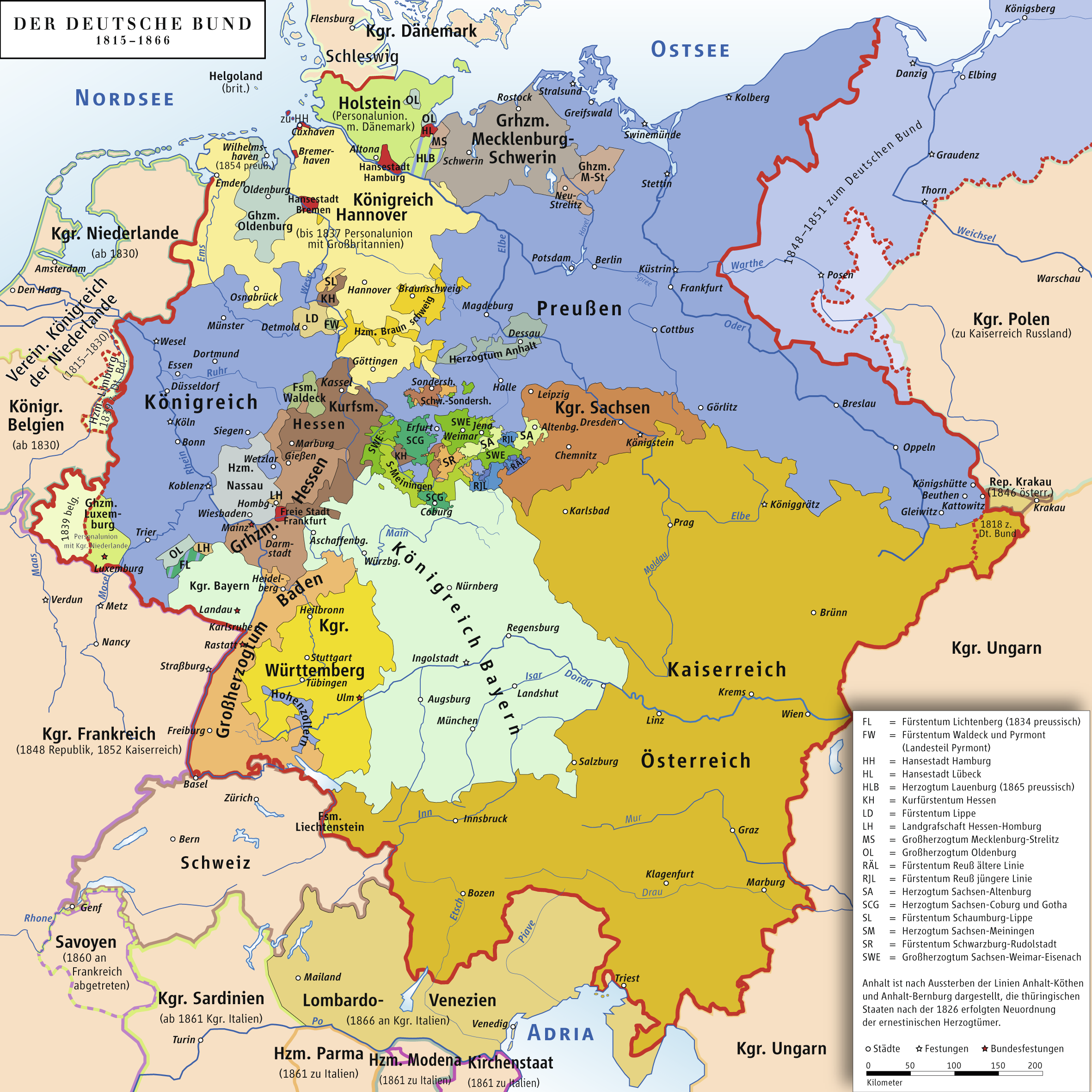
Związek Niemiecki, konfederacja państw i wolnych miast niemieckich, istniejąca w latach 1815–1866

Konfederacja państw – związek państw oparty na umowie międzynarodowej w celu prowadzenia wspólnej polityki zagranicznej. Z reguły nie ma scentralizowanej władzy. Państwa tworzące konfederację pozostają suwerennymi podmiotami prawa międzynarodowego.
Państwa przystępują do konfederacji w celu zacieśnienia współpracy i obrony wspólnych interesów. Każde z państw godzi się na ograniczenie własnej suwerenności i przekazuje część własnych uprawnień wspólnej władzy konfederacji. Najczęściej są to kwestie bezpieczeństwa zewnętrznego i polityki zagranicznej. Podmioty wchodzące w skład konfederacji zachowują większość uprawnień dotyczących polityki wewnętrznej. Podmioty są w tym zakresie autonomiczne i nie mogą ingerować w swoje wewnętrzne stosunki . 
Konfederacja bardzo często jest nietrwała i niestabilna. Rozpada się na odrębne państwa, lub współpraca ulega dalszemu zacieśnieniu i ewolucji ku federacji .

## Przykłady
- Unia Europejska - jest ona specyficznym podmiotem stosunków międzynarodowych i posiada cechy zarówno organizacji międzynarodowej, jak i konfederacji czy nawet federacji)[3]
- Święte Cesarstwo Rzymskie (962-1806)
- Związek Reński (1806–1813)
- Związek Niemiecki (1815–1866)
- Skonfederowane Stany Ameryki (1861–1865)
- Konfederacja Kanady (1867)
- Szwajcaria (1291, historycznie; współczesna Szwajcaria jest państwem federacyjnym choć tradycyjnie zachowała oficjalną nazwę Konfederacja Szwajcarska)
- Unia Afrykańskich Stanów (1958–1962)
- Zjednoczone Państwa Arabskie (1958–1961)
- Konfederacja Senegambii (1982–1989)

Mimo nazwy, taką konfederacją nie była Konfederacja Granady (1858–1863).